# Kiebitzreihe
Kiebitzreihe er en by og kommune i det nordlige Tyskland, beliggende i Amt Horst-Herzhorn under Kreis Steinburg. Kreis Steinburg ligger i den sydvestlige del af delstaten Slesvig-Holsten.

## Geografi
Kiebitzreihe ligger i et tidligere moseområde nordvest for Elmshorn.
Jernbanen mellem Elmshorn og Westerland (Marschbahn) går gennem kommunen.